# Antonio Cerdà Tarongí
Antonio Cerdà Tarongí (Algaida, 8 de agosto de 1944-Palma de Mallorca, 19 de febrero de 2013) fue un deportista español que compitió en ciclismo en la modalidad de pista. Ganó una medalla de bronce en el Campeonato Mundial de Ciclismo en Pista de 1970, en la prueba de medio fondo.
Después de dejar la competición trabajó en la Real Federación Española de Ciclismo en diferentes puestos, siendo seleccionador del equipo nacional de pista entre 1992 y 1996. Falleció a los 68 años, a causa de una insuficiencia renal y hepática.

## Medallero internacional
| Campeonato Mundial | Campeonato Mundial      | Campeonato Mundial | Campeonato Mundial |
| Año                | Lugar                   | Medalla            | Competición        |
| ------------------ | ----------------------- | ------------------ | ------------------ |
| 1970               | Leicester (Reino Unido) | Medalla de bronce  | Medio fondo (A)    |